# Давід Немет
Давід Немет (нім. David Nemeth, нар. 18 березня 2001, Айзенштадт, Австрія) — австрійський футболіст, захисник німецького клубу «Санкт-Паулі».

## Ігрова кар'єра

### Клубна
Давід Немет є вихованцем клубної академії «Маттерсбурга». В квітні 2018 року Давід почав свої виступи в другій команді «Маттерсбурга» в четвертому дивізіоні. В тому ж сезоні «Маттерсбург ІІ» виграв свій турні і підвищився до Регіональної ліги. В грудні 2018 року Немет був вперше заявлений на гру основного складу «Маттерсбурга» але того разу на поле не виходив. Першу гру в головній команді клубу Немет провів у травні 2019 року, коли вийшов у стартовому складі на матч останнього туру чемпіонату Австрії проти «Ваккер-Інсбрук». В сезоні 2019/20 Немет грав і в першій команді і за дубль. Та в кінці сезону «Маттерсбург» оголосив про банкрутство і припинив існування.
У вересні 2020 року Немет переїхав до Німеччини і приєднався до «Майнц 05», з яким підписав контракт до літа 2024 року. Зігравши два матчі за другу команду «Майнца», захисник відправився в оренду до кінця сезону в австрійський «Штурм». Після закінчення оренди Немет повернувся до «Майнца» і провів шість матчів в першій команді.
Перед початком сезону 2022/23 Немет перейшов до німецького «Санкт-Паулі». Але провівши вісім матчів, отримав травму і пропустив залишок сезону. В сезоні 2023/24 разом з «Санкт-Паулі» Немет виграв турнір Другої Бундесліги і підвищився до вищого дивізіону.

### Збірна
Давід Немет виступав за юнацькі збірні Австрії. У 2021 році він дебютував у складі молодіжної збірної Австрії.

## Досягнення
Санкт-Паулі
- Переможець Другої Бундесліги: 2023/24